# Mycalesis mataurus
Mycalesis mataurus är en fjärilsart som beskrevs av Hans Fruhstorfer 1911. Mycalesis mataurus ingår i släktet Mycalesis och familjen praktfjärilar. Inga underarter finns listade i Catalogue of Life.